# Watanabe Masashi
Watanabe Masashi (渡辺 正, 11 tháng 1 năm 1936 - 7 tháng 12 năm 1995) là một cầu thủ bóng đá người Nhật Bản.

## Đội tuyển bóng đá quốc gia Nhật Bản
Watanabe Masashi thi đấu cho đội tuyển bóng đá quốc gia Nhật Bản từ năm 1958 đến 1969.

## Thống kê sự nghiệp
| Đội tuyển bóng đá Nhật Bản | Đội tuyển bóng đá Nhật Bản | Đội tuyển bóng đá Nhật Bản |
| Năm                        | Trận                       | Bàn                        |
| -------------------------- | -------------------------- | -------------------------- |
| 1958                       | 2                          | 1                          |
| 1959                       | 8                          | 4                          |
| 1960                       | 1                          | 0                          |
| 1961                       | 6                          | 1                          |
| 1962                       | 3                          | 0                          |
| 1963                       | 5                          | 3                          |
| 1964                       | 1                          | 0                          |
| 1965                       | 3                          | 0                          |
| 1966                       | 2                          | 1                          |
| 1967                       | 3                          | 1                          |
| 1968                       | 2                          | 0                          |
| 1969                       | 3                          | 1                          |
| Tổng cộng                  | 39                         | 12                         |